# گاوچران آمریکایی
گاوچران آمریکایی (به انگلیسی: American Cowslip) فیلمی محصول سال ۲۰۰۹ و به کارگردانی شان استانک است. در این فیلم بازیگرانی همچون داین لد، ریپ تورن، آدام فوگرتی، کلوریس لیچمن، بروس درن، هنا آر هال، وال کیلمر، پیتر فالک، لین شی، پریسیلا بارنز و بلیک کلارک ایفای نقش کرده‌اند.